# MG MGA
MGA er en sportsvogn der blev produceret af MG fra 1955 til 1962.
MGA erstattede MG TF 1500 Midget og repræsenterer en fuldstændig ændring i stilen fra MG's tidligere sportsvogne. Den blev annonceret den 26. september 1955 og den blev offiecielt lanceret ved Frankfurt Motor Show. Der blev produceret 101.081 enheder indtil produktionen blev stoppet i juli 1962, hvoraf størstedelen blev eksporteret. 5869 biler blev solgt på hjemmemarkedet, og MGA blev efterfølgende erstattet af MGB.